# Yugo Iiyama
Yugo Iiyama (飯山 悠吾 Iiyama Yugo?, nacido el 6 de marzo de 1986 en Tokio) es un exfutbolista japonés. Jugaba de defensa y su último club fue el Grulla Morioka de Japón.

## Trayectoria

### Clubes
| Club           | País  | Año         |
| -------------- | ----- | ----------- |
| Tokyo 23 FC    | Japón | 2014        |
| Grulla Morioka | Japón | 2015 - 2016 |

## Estadística de carrera

### J. League
| Club           | Año   | J. League | J. League | Copa J. League | Copa J. League | Total | Total |
| Club           | Año   | Part.     | Goles     | Part.          | Goles          | Part. | Goles |
| -------------- | ----- | --------- | --------- | -------------- | -------------- | ----- | ----- |
| Grulla Morioka | 2015  | 1         | 0         | -              | -              | 1     | 0     |
| Grulla Morioka | 2016  | 0         | 0         | -              | -              | 0     | 0     |
| Total          | Total | 1         | 0         | 0              | 0              | 1     | 0     |